# Sergiusz Baran
Siarhiej Baran (ur. 27 września 1892 w Wichach k. Grodna, zm. 1934 w Mińsku) – białoruski działacz narodowy, polityk radykalnej lewicy i poseł na Sejm I kadencji w II RP (1922–1927).

## Życiorys
Ukończył gimnazjum w Grodnie, naukę kontynuował na kursach w Kijowie. W latach 1914–1918 służył w armii rosyjskiej. 
W okresie 1922–1927 sprawował mandat posła na Sejm RP, wybrany z okręgu Grodno z listy Bloku Mniejszości Narodowych. W 1923 aresztowany i skazany za działalność antypaństwową (organizował nielegalną strukturę powstańczą na Grodzieńszczyźnie). Zwolniony w 1927, rok później wyjechał do ZSRR, gdzie pracował w składzie tytoniowym, a później sklepie. 
W 1930 rozpoczął studia w Wyższym Instytucie Pedagogicznym w Mińsku. Udzielał się w KC MOPR, aspirował do członkostwa w WKP(b). 
Skazany na karę śmierci przez rozstrzelanie. 